# TWENTY STORIES KAI YOSHIHIRO TOUR 2007
『TWENTY STORIES KAI YOSHIHIRO TOUR 2007』（とぅうぇんてぃー・すとーりーず・かい・よしひろ・つあー - ）は、2007年に発売された甲斐よしひろの映像作品。ファンクラブ・通信販売・ライブ会場限定で発売された。品番はDVDがKAID-9、CDがKAIC-4。

## 概要
2007年に発売されたカバーアルバム『10 Stories』を引っ提げて、同年4月～5月・10月～11月（in Autumn）に7カ所11公演・9か所9公演（in Autumn）で開催されたアルバムツアー『TWENTY STORIES KAI YOSHIHIRO TOUR 2007』の模様を収録。このライブは前半をカバーアルバムから、後半を自身の楽曲からセットリストが組まれていた。
本作はDVDのほかに、このツアーで演奏された楽曲の別テイクを収録したボーナスCDが付いた2枚組だった。
2010年にはデジタルリマスタリングで一般発売されたDVD-BOX『KAI DVD-BOXIII 36年目/The Premium 35years Past』のディスク5として初一般発売された（ボーナスCDは未収録）。

## 収録曲

### DVD（KAID-9）
1. 今宵の月のように
2. 歌舞伎町の女王
3. ハナミズキ
4. くるみ
5. 色彩のブルース
6. Swallowtail Butterfly～あいのうた～
7. 接吻 KISS
8. すばらしい日々
9. I.L.Y.V.M
10. レイン
11. マドモアゼル・ブルース
12. 野獣
13. ブルー・シティ
14. 三つ数えろ
15. 冷血（コールド・ブラッド）
16. 風の中の火のように
17. 漂泊者（アウトロー）
18. きんぽうげ
19. HERO（ヒーローになる時、それは今）
20. ノーヴェンバー・レイン

### ボーナスCD（KAIC-4）
1. Swallowtail Butterfly～あいのうた～
2. ダイアローグ
3. 色彩のブルース
4. レイン
5. ダイアローグ
6. マドモアゼル・ブルース
7. 野獣
8. 三つ数えろ
9. きんぽうげ
10. I.L.Y.V.M